# Yoshinori Mutō
Yoshinori Mutō (jap. 武藤嘉紀 Mutō Yoshinori; ur. 15 lipca 1992 w Tokio) – japoński piłkarz grający na pozycji napastnika lub Pomocnika w japońskim klubie Vissel Kobe.

## Statystyki
| Reprezentacja Japonii | Reprezentacja Japonii | Reprezentacja Japonii |
| Rok                   | Mecze                 | Gole                  |
| --------------------- | --------------------- | --------------------- |
| 2014                  | 6                     | 1                     |
| Razem                 | 6                     | 1                     |